# Seznam ameriških kardinalov
Seznam ameriških kardinalov.

## A
(Luis Aponte Martínez - Portoriko) 

## B
William Wakefield Baum - Joseph Luis Bernardin - Anthony Joseph Bevilacqua - Francis John Brennan - Raymond Leo Burke

## C
John Joseph Carberry - John Patrick Cody - Terence James Cooke - Blase Joseph Cupich - Richard James Cushing

## D
John Francis Dearden - Daniel Nicholas Di Nardo - Timothy Michael Dolan - Dennis Joseph Dougherty - 
Avery Dulles -

## E
Edward Michael Egan -

## F
Kevin Joseph Farrell - John Murphy Farley - John Patrick Foley

## G
Francis Eugene George - 
James Gibbons - John Joseph Glennon - Wilton Daniel Gregory

## H
James Michael Harvey - Patrick Hayes - James Aloysius Hickey -

## K
William Henry Keeler - John Joseph Krol -

## L
Bernard Francis Law - William Joseph Levada

## M
Roger Mahony - Adam Joseph Maida - Timothy Manning - Theodore McCarrick (2018 odstopil kot kardinal) - John McCloskey -  Robert Walter McElroy - James Francis Louis McIntyre - Humberto Sousa Medeiros - 
Albert Gregory Meyer - Edward Aloysius Mooney - George William Mundelein - Aloisius Joseph Muench

## O
Patrick Aloysius O’Boyle - Edwin Frederick O’Brien - William Henry O'Connell - 
John Francis O'Hara - Seán Patrick O’Malley

## P
Robert Francis Prevost (Papež Leon XIV)

## R
Justin Francis Rigali - Joseph Elmer Ritter - Opilio Rossi

## S
Lawrence Joseph Shehan - Francis Joseph Spellman - James Francis Stafford - Samuel Alphonse Stritch - Edmund Casimir Szoka - 

## T
Joseph William Tobin

## W
John Joseph Wright - Donald William Wuerl